# ژان-پل روو
ژان-پل روو (فرانسوی: Jean-Paul Rouve‎؛ ۲۶ ژانویهٔ ۱۹۶۷ – ) هنرپیشه، کارگردان و فیلم‌نامه‌نویس اهل فرانسه است. وی از سال ۱۹۹۳ میلادی تاکنون مشغول فعالیت بوده‌است.

## قسمتی از فیلمشناسی
- زندگی مانند گل سرخ
- ماجراهای شگفت‌انگیز ادل بلانسک
- آستریکس و اوبلیکس: مأموریت کلئوپاترا
- یکشنبه طولانی نامزدی